# François Bourgeon
François Bourgeon (født 1945) er en fransk tegneserieskaber. Bourgeon er uddannet glasmaler og begyndte i 1972 at arbejde med tegneseriemediet. Han debuterede med serien Brunelle et Colin (1973, på dansk Hans og prinsessen, 1987) men fik sit egentlige gennembrud i 1979 med serien Les Passagers du vent (på dansk Vindens passagerer, 1-5, 1981), der handler om pigen Isas skæbnerejse i 1700-t. Seriens grundige research, overbevisende iscenesættelse, originale tegnestil og fine farveteknik indbragte den hædersprisen Prix Alfred (1980). Endnu mens denne serie var uafsluttet, påbegyndte Bourgeon serien Les Compagnons du crépuscule 1-3 (1984, på dansk Tusmørkets kammerater, 1986), der udspiller sig i en fantasipræget middelalder. I 1993 påbegyndte Bourgeon serien Cyanns saga, der giver en raffineret og detaljerig beskrivelse af et lagdelt samfund, fjernt fra vores solsystem; 2015 er der udkommet seks bind.